# Petr Čermák (horolezec)
Petr Čermák (Bobuláč, Mistr, * 12. června 1962 Turnov) je český horolezec a sportovní lezec, člen horolezeckého oddílu Climbing Club Dubí. Bývalý československý reprezentant v horolezectví a judu, díky čemuž mohl jezdit do ciziny i před rokem 1989 se skalní reprezentací. Tehdy navštívil lezecké skalní oblasti například ve Francii, nebo v Yosemitském údolí v Kalifornii o čemž také ještě před rokem 1989 v Čechách přednášel. Jeho fotografie v mostu před Delikátním obloukem v Utahu se objevila na titulní straně horolezeckého časopisu MiniHory v roce 1990.

## Judo
Judu se Petr Čermák věnoval pod dohledem turnovských a později ostravských trenérů. Zazářil v roce 1981, když ve Velké ceně Turnova překvapivě porazil Pavla Petřikova, který tehdy získal stříbro na Mistrovství Evropy v superlehké váze. Ihned ho hodil chvatem Uči Mata na ippon. Díky judistické průpravě měl také výborné výsledky ve skalním lezení, kde rovněž reprezentoval Československo, později zůstal jen u lezení.

## Výkony a ocenění
- reprezentant Československa v judu
- 1984 Mission Impossible první český přelez cesty obtížnosti 7b francouzské klasifikace (nominace do reprezentace)
- 1985- reprezentant Československa ve skalním lezení
- 1986 Petr a Pavel, první cesta obtížnosti X v pískovcové klasifikaci na Prachově (Xa/9-/7c)[4]

### Skalní výstupy
- 1983, první lezecký zájezd do USA
- 1984 Mission Impossible 7b (4 dny), Verdon, Francie, lezeno v bačkorách (s Tomášem Čadou první lezci, kteří na tamním francouzském vápenci lezli v bačkorách s mechovou podrážkou, dříve se takto lezlo na pískovcových skalách), tehdy vyšel v novinách článek Mistři skal a poté se mu začalo říkat Mistr
- 1987, druhý lezecký zájezd do USA
- 1990 Separate reality, 5.12a, Cookie Cliff, Yosemitské údolí, USA
- 1991, čtvrtý lezecký zájezd do USA
- Pamíro-Altaj
- Labské údolí
- Český ráj

### Prvovýstupy
autor nebo spoluautor 41 prvovýstupů na českých pískovcových skalách a několika dalších v jiných oblastech
- 1978 Gymnastická stěnka, VI, Hřebenová věž, Bezděčín, Český ráj
- 1979 Pod slaněním, VI, Zobák, Kozlov, Hruboskalsko, Český ráj
- 1980 Vzpomínka na Řepana, VIIIb, Centrální stěna, Pantheon, Český ráj
- 1981 Varianta přes chobot, VIIc, Belveder, Pantheon
- 1982 Eldorádo, IXc, Centrální stěna, Pantheon
- 1983 Panta Rhei, Xa, Centrální stěna, Pantheon
- 1985 Překvapení na konec - var., VIIb, Střední věž, Suché skály, Český ráj
- červen 1986 Petr a Pavel, Xa , Smítkova věž, Prachovské skály, Český ráj
- 1988 Sisyfos, Xa, Kniha, Dračí skály, Hruboskalsko, Český ráj
- 1989 Supernova, 10-/10 (8a+), Tomáškův lom, Srbsko, Český kras (horní část stěny se zřítila)
- 1991 Sarah, Xb, Čihulova věž, Suché skály
- 2007 E55, VIIb, Centrální stěna, Pantheon
- 2008 Trenažer super direkt, IXb, Centrální stěna, Pantheon
- 2012 Var. Příští týden, IX, Centrální stěna, Pantheon
- 2013 Irata, IXa, Centrální stěna, Pantheon
- 2014 Chcípák, VIIIc, Centrální stěna, Pantheon
- 2016 Skálová 45, 6+, Podhradí, Velká, Vltavská žula, Střední Čechy